# 진 파커

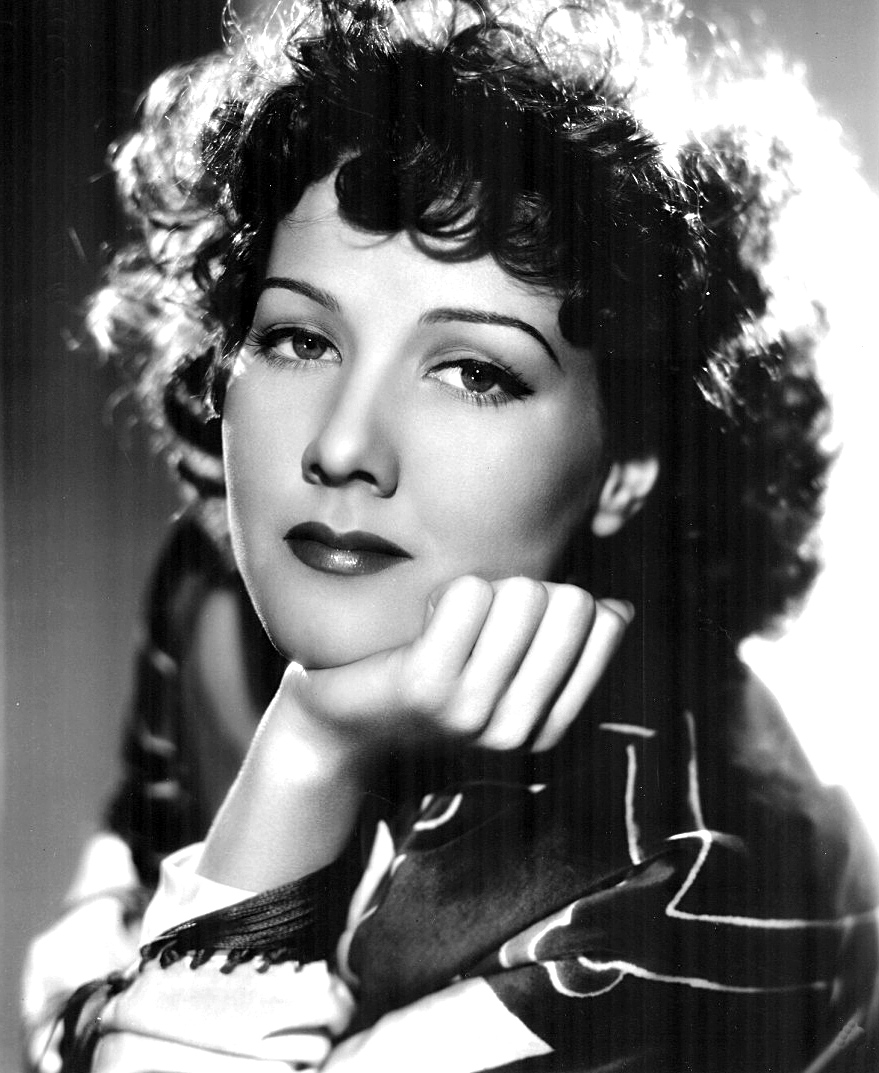

진 파커(Jean Parker, 1915년 8월 11일 ~ 2005년 11월 30일)는 미국의 연극 배우, 영화배우이다.
우들랜드힐스에서 사망하였다. 사인은 뇌졸중이다.  포리스트 론 메모리얼 파크에 매장되었다.

## 영화
- 도즈 레드헤즈 프럼 시애틀 (1953년)
- 건파이터 (1950년)
- 비욘드 투마로우 (1940년)
- 제노비아 (1939년)
- 더 텍사스 레인저스 (1936년)
- 유령은 서쪽으로 간다 (1935년)
- 라임하우스 블루스 (1934년)
- 하루 동안의 숙녀 (1933년)
- 작은 아씨들 (1933년)
- 래스퓨틴 앤 더 엠프리스 (1932년) - 프린세스 마리아 역